# Dimethachlor
Dimethachlor ist eine chemische Verbindung aus der Gruppe der Chloracetanilide, wie auch Alachlor und Metolachlor. Das selektive Vorauflaufherbizid wirkt durch Hemmung der Fettsäuresynthese und wurde 1977 auf den Markt gebracht.

## Gewinnung und Darstellung
Dimethachlor kann durch Reaktion von 2,6-Dimethylanilin und Methoxyacetaldehyd, anschließender Hydrierung und Reaktion mit Chloressigsäurechlorid hergestellt werden.

## Zulassung
In einer Reihe von EU-Staaten, unter anderem Deutschland und Österreich sowie der Schweiz, sind Pflanzenschutzmittel-Produkte mit dem Wirkstoff Dimethachlor zugelassen, wie zum Beispiel Brasan.